# 19810 Partridge
19810 Partridge este un asteroid din centura principală de asteroizi.

## Descriere
19810 Partridge este un asteroid din centura principală de asteroizi. A fost descoperit pe 24 septembrie 2000 la Socorro, New Mexico, în cadrul proiectului LINEAR. Asteroidul prezintă o orbită caracterizată de o semiaxă mare de 3,08 ua, o excentricitate de 0,01 și o înclinație de 6,0° în raport cu ecliptica.